# Savonnières-en-Woëvre
Savonnières-en-Woëvre ist ein Ortsteil und eine ehemalige französische Gemeinde im Département Meuse in der Region Grand Est.
Zum 1. Januar 1973 bildeten die bis dahin eigenständigen Gemeinden Savonnières-en-Woëvre, Senonville und Varvinay die neue Gemeinde Valbois.

## Geschichte
Der Ort wird erstmals als „Saponariae“ im Jahr 870 genannt. 

## Bevölkerungsentwicklung
| Jahr                      | 1926 | 1936 | 1946 | 1954 | 1962 | 1968 |
| Einwohner                 | 68   | 45   | 32   | 26   | 31   | 24   |
| Quelle: Cassini und INSEE |      |      |      |      |      |      |

## Sehenswürdigkeiten
- Kirche St-Hilaire, erbaut 1847